# Helsingør
Helsingør (njem. Helsingör) je grad na sjeveru Danske od 46,829 stanovnika u centru. Općina ima 61.519 stanovnika.

## Zemljopis
Helsingør leži na sjeveroistoku najvećeg danskog otoka Zeland, na najužem dijelu tjesnaca Øresund, točno preko puta švedskog Helsingborga s kojim je povezan trajektima.
Helsingør je širom svijeta poznat po utvrdi Kronborg, koja je 2000. uvršena na UNESCO-ovu 
Listu mjesta svjetske baštine u Europi.

## Povijest
Helsingør se iz skromnog trgovišta 13. stoljeća, počeo ubrzano razvijati još za srednjeg vijeka i to zahvaljujući prihodima od naplate brodovima za prolaz kroz Øresundski tjesnac, tako da je 1426. poveljom dobio status grada. 
Grad je napredovao sve do 1857. kad mu je ukinuto pravo na naplatu prolaza.
Najpoznatiji stanovnik općine bila je kniževnica - Karen Blixen, koja je živjela u nedalekom Rungstedu.

## Stanovništvo
Promjena broja stanovništva po godini. (stanje: 1. siječnja)
| Godina | Stanovništvo |
| ------ | ------------ |
| 2006   | 35.075       |
| 2007   | 34.339       |
| 2008   | 34.350       |
| 2009   | 46.028       |
| 2010   | 46.125       |
| 2016   | 46.829       |

## Znamenitosti
Najveća znamenitost grada je već spomenuta renesansna utvrda Kronborg podignuta između 1574. – 1585., slavni Hamletov zamak Elsinore.
Ostale historijske znamenitosti grada su gotička crkva sv. Olafa, nekadašnji karmelićanski samostan (Karmeliterkloster) iz 1430. i kraljevski dvorac Marienlyst, podignut oko 1587., u kom je danas smješten muzej posvećen Hamletu.
Grad također ima i Danski muzej tehnologije, koji je dio Nacionalnog muzeja nauke i tehnologije.

### Galerija
- Pješačka ulica
- Dvorac Kronborg
- Crkva sv. Olafa
- Stara luka

## Gradovi prijatelji
- Pärnu, Estonija
- Gdańsk, Poljska
- San Remo, Italija
- Umeå, Švedska
- Helsingborg, Švedska
- Harstad, Norveška
- Lake Elsinore, SAD
- Vaasa, Finska
- Rueil-Malmaison, Francuska
- Uummannaq, Grenland

## Privreda i obrazovanje
Današnji Helsingør je trgovačko - administrativni centar, u kom je najveći privredni pogon luka.
Značajan dio prihoda donosi i turizam.

## Vanjske poveznice
- Službene stranice grada (danski)
- Helsingør na portalu Encyclopædia Britannica (engleski)